# Батмановка
Батма́новка (каз. Батмановка) — село у складі Карабалицького району Костанайської області Казахстану. Входить до складу Смирновського сільського округу.
Населення —  (2021; 95 у 2009, 222 у 1999,  у 1989).